# Цапкин, Иван Петрович
Ива́н Петро́вич Ца́пкин (1929—2012) — советский рабочий, слесарь Ленинградского станкостроительного объединения имени Свердлова Министерства станкостроительной и инструментальной промышленности СССР, Герой Социалистического Труда (1971).

## Биография
Родился 15 февраля 1929 года в деревне Ольховлово Каменского района Острогожского округа Центрально-Чернозёмной области (ныне деревня не существует, территория Каменского района Воронежской области) в семье крестьянина.
В годы Великой Отечественной войны подростком начал трудиться в колхозе. Окончив в Ленинграде школу фабрично-заводского обучения (ФЗО), поступил на завод имени Ильича (позже вошедший в состав Ленинградского станкостроительного объединения имени Свердлова). Имея желание самому собирать сложнейшие машины, станки высокой точности для подшипниковой и инструментальной промышленности, перенимал опыт ветеранов. Вступил в КПСС.
Постепенно о нём заговорили как об одном из лучших специалистов, его портрет появился на заводской Доске почёта. Однажды на заседании цехового партбюро И. П. Цапкин предложил организовать бригаду, и инициативу все поддержали, а его самого назначили бригадиром. Установили жёсткий контроль за поступлением деталей из механических цехов на сборку, наладили снабжение оснасткой, инструментами. Одновременно члены бригады начали осваивать смежные специальности. Резко сократились потери рабочего времени, простои оборудования. Уже в первые месяцы коллективного труда сборщики стали выпускать на несколько станков больше, чем до этого. Их примеру последовали и другие бригады. Являясь наставником молодежи, за годы работы подготовил десятки молодых специалистов, щедро передавая им свой богатый опыт. 
Указом Президиума Верховного Совета СССР (неопубликованным) от 5 апреля 1971 года за выдающиеся трудовые успехи, достигнутые в выполнении заданий пятилетнего плана, выпуск продукции высокого качества и активное участие в создании новой техники  Ивану Петровичу Цапкину присвоено звание Героя Социалистического Труда с вручением ордена Ленина и золотой медали «Серп и Молот».
Трудился на предприятии до выхода на заслуженный отдых. 
Проживал в Санкт-Петербурге. Умер 14 октября 2012 года на 84-м году жизни. Похоронен в Ленинградской области.

## Награды
- медаль «Серп и Молот» (05.04.1971)
- два ордена Ленина (08.08.1966, 05.04.1971)
- медали СССР